# Светлая неделя в славянской традиции
Све́тлая неде́ля (Пасхальная неделя) — праздничная неделя в народном календаре славян, длившаяся от Пасхи до Красной горки. У славян считалась началом весеннего возрождения, обновления жизни.

## Другие названия недели
Пасхальная, Христовочка (костр.), Гремяцкая неделя (чернигов.), Красная неделя, Червоные святки, Святая неделя, Светлая, Великоденская, Великая, Радостная, Славная, Пасочная неделя; бел. Проводная, Гревицкая неделя, Порознаа неделя; полес. Велицидни; пол. Wielkanocne Świątki — Великоночные святки; чеш. Světlý týden.

## Обрядность недели

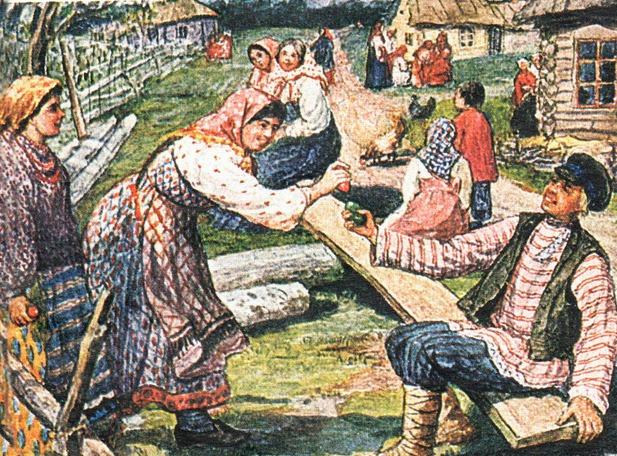
Ф. Сычков. Игра в битки.

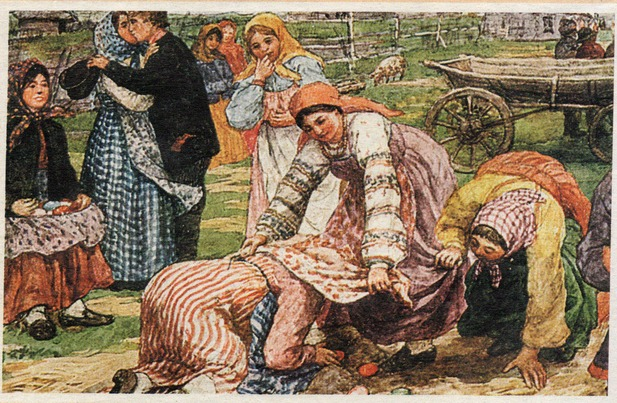
Ф. Сычков. Игра в кучки.

Характерной чертой народной обрядности недели было поминание усопших предков. Поминание предков не согласовывалось с практикой церковных поминаний, так как противоречило духу праздника — радости по случаю Воскресения из мёртвых Иисуса Христа. Однако, согласно народным представлениям, в пасхальную неделю души усопших временно возвращаются на землю, чтобы вместе с живыми порадоваться весеннему празднику. В продолжение всей Светлой недели души усопших постоянно обращаются между живыми, посещают своих родственников и знакомых.
Поминальными днями этой недели были первый (в некоторых местах второй) день Пасхи и «Навский четверг». В эти дни полагалось навещать усопших родственников на кладбище, «христосоваться» с ними и приглашать их к праздничному застолью. Верили, что умершие, получив приглашение, приходили в дома, садились за столы, ели и пили вместе с живыми, стояли в церкви на праздничной литургии. В эти дни крестьяне оставляли для них незапертыми двери домов; вывешивали на окна полотенца, чтобы души умерших могли по ним найти дом; старались ничего не шить, чтобы не зашить им глаза; не стирали, чтобы не замутить воду перед умершими; не причитали и не плакали на кладбище, чтобы не мешать покойникам радоваться Воскресению Иисуса Христа и тем самым не разрушить их надежду на собственное воскресение. По распространённым народным представлениям, усопшие покидали дома на Радуницу, а Землю на Вознесение.
Эта неделя считалась началом весеннего возрождения, обновления жизни, проводилось много обрядовых действий, связанных с заключением браков. Их инициаторами и главными участниками были холостая молодёжь и молодожёны. Со Светлой недели начинались весенне-летние гулянья парней и девушек. Светлая неделя была также временем, когда в русских деревнях проходили смотры невест. Это происходило по-разному в разных деревнях. Например, в Печорском уезде Архангельской губернии девушки, надев самый красивый наряд, выходили на сельскую улицу для игры в бачу. Бача представляла собой длинную, украшенную росписью палку, которой надо было сбить установленную на земле деревянную фигурку. Игра собирала большое количество людей, желавших посмотреть на девушек. В Орловской губернии девушки, надев первый раз женскую одежду — понёву, отправлялись на луг жарить яичницу и веселиться без участия парней. В Рязанской губернии девушки, вступившие в брачный возраст, приглашались на площадь перед церковью. Там они стояли некоторое время всем напоказ, а затем катались по селу на лошадях. При этом их «предлагали» в невесты каждому встретившемуся мужчине.
В Пасхальную неделю девушки coвершали различные магические действия, направленные на приближение сватовства и замужества. Так, мечтая поскорее выйти замуж, девушка должна была в Великдень первой попасть на колокольню и первой ударить в колокол.
Во время Светлой недели во многих губерниях Российской империи устраивались смотры молодожёнов, проводились обряды, закреплявшие их новый социальный статус. Во Владимирской губернии, например, молодожёны подходили к собравшимся у их дома замужним женщинам и давали им в качестве «вступительного» пирог и яйца. В Костромской губернии замужние женщины, собравшись группой, приходили к дому молодожёнов и требовали, чтобы новобрачная их впустила. Та открывала им дверь и говорила: «Соседушки, голубушки, меня любите и жалуйте, к себе примите в подруженьки». После этого все входили в дом и угощались праздничной едой.
Вся неделя посвящалась развлечениям: ездили друг к другу в гости, угощались хорошей скоромной едой. Однако излишеств в еде и питьё, великого общедеревенского разгула с драками, характерного для престольных праздников, в эти светлые, как их называли люди, дни не было. Праздничная трапеза проходила весело, радостно, но одновременно чинно и достойно. В Светлую неделю на деревенских улицах собиралось много народа: гуляли, демонстрируя себя, своих детей, свои наряды, разглядывая других гулявших, пели песни.

## Поливальный понедельник

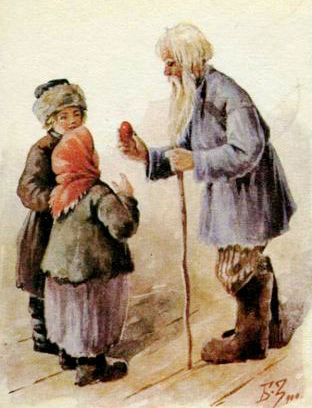
Великоденский гостинец

В понедельник после Великодня крестники ходили в гости к крёстным родителям, внуки — к бабушкам, неся им гостинцы — пироги и крашенки. Такой же гостинец (укр. волочільне) им давали и с собой. Селяне ходили друг к другу, христосовались и обменивались крашенками или писанками.
На Слобожанщине второй день Пасхи называется днём Богородицы; раньше существовал обычай раздавать в этот день милостыню нищим.
На Гуцульщине девка в этот день дарит своему парню крашенку или писанку (пасхальное яйцо). Не даёт сама, а прячет за пазуху, а парень отнимает у неё, слегка поборовшись. Достав яйцо, ведёт девку к воде, обливает водой «на красу и здоровье», бывает, что и искупает полностью. Вероятно от этого обычая, известного и в других регионах Украины, а также Польши, понедельник назывался «поливаный» (укр. поливаний, пол. Lany Poniedziałek) .
У гуцулов в «волочильный» понедельник парни имеют возможность присмотреться к домашней обстановке девушек на выданье. Хозяйка объявляет приглашение на вечеринку (укр. вечорница), на которую сходятся парни и девушки потанцевать; и каждый парень имел право взять у девушки, с которой танцевал, писанку. С этими писанками ребята ходят-«волочатся» от дома к дому, в связи с чем и называют этот понедельник «волочильным».
В Полесье день назывался Волочэнне, Волочэвнык хлопский, Волочэбнык. В этот день посещали могилы предков, ходили кум к куме (это называлось валачонае), дети обходили дома с поздравлениями (полес. волочылноо), за что их одаривали яйцами и хлебом.
В Чехии рано утром в пасхальный понедельник (чеш. Červené pondělí) парни выходят с «помлазкой» — пасхальной плёткой. Ищут девчат, которые прячутся или делают вид, что хотят спрятаться. Парни стегают девчат берёзовой метёлкой, можжевельником или плёткой из молодых прутьев вербы, украшенной лентами (говорят, что это омолаживает и оздоравливает). Девушки откупаются крашенками, писанками, угощением.
Сербы Побусный или Водяной понедельник (серб. Побусани понедаљак, Водени понедељак) посвящают поминовению предков и наведению порядка на могилах. В этот день относят на могилы и раздают нищим крашеные яйца.

## Вторник — купалища

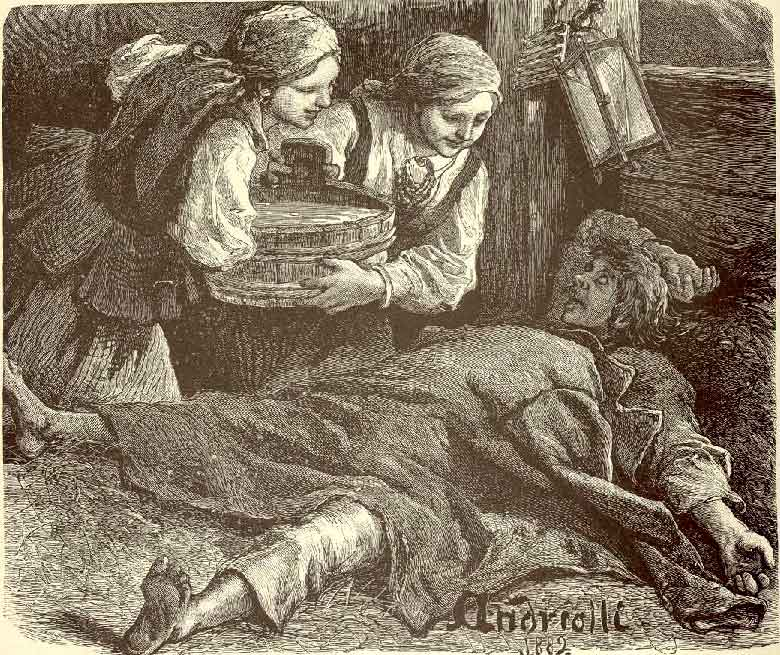
Обряд обливания водой проспавшего заутреню (М. Э. Андриолли. 1882)

Со вторником в народе связано имя «купалища». В старину существовал обычай обливать в этот день холодной водой тех, кто проспал заутреню. Густинская летопись рассказывала об этом обычае — как о пережитке древнего язычества, связывая его с обоготворением Матери — Сырой Земли.
В некоторых местах со вторника, а чаще со среды девушки начинали водить хороводы, поэтому среда называлась «хороводница». Хороводы продолжались с этого дня по вечерам до Троицы.
На территории Украины на третий день «Великодних святок» селяне собирались в корчме «на музыку», чтобы проводить святки. Эти три дня Великоденских праздников были счастливым временем «гостеваний», молодёжных игр и забав. Взрослые искали в эти дни цветы ряста, а найдя — топтали их, приговаривая: «Чтобы и на тот год дождаться рясту топтать».

## Среда — хороводница
Четвёртый день Великодня в Белоруссии назывался «градовой средой», «ледовым днём» (бел. Градавая серада, Людавы дзень). В этот день в церкви ставили свечки от градобития. Со Светлой среды начинаются по некоторым местам весенние хороводы, продолжающиеся до Троицына дня — каждый вечер.
В юго-восточной Болгарии в этот день совершался обряд Мара Лишанка, с целью вызвать дождь и защитить поля от града.

## Навский четверг
Первый четверг после Пасхи. В Белоруссии в некоторых местах, и особенно у католиков, бывает на кладбище поминовение умерших. На могилы кладут красные яйца, которые на другой день собирают нищие в свою пользу. «Нуськи великдзень — пьятого дня на великодном тыжни», «Навский великдень побуждають покойника» (Полесье). В Полесье на Пасху «идуть на кладбище первого дня и в четверг. На кладбище порядок наводят, а дома уже ничего не делают. Идут сначала в церковь, а потом уже идут на кладбище. Хлеб, крашеные яйца, пасху, вино несут. Женщины повязывают передники, мужчины — рушники, и каждый — ленту».
В Павловском районе Воронежской области был обычай «водить кобылу»: «На четвёртый день пасхальной недели „водили кобылу“. На палке делали голову, привязывали хвост, накрывали веретьем. Сверху на эту лошадь садились желающие покататься. Мужчина наряжался цыганом и водил эту кобылу по улице. Когда кобыла падала, тогда цыган „грыз“ ей ухо и она вставала». Сходные ритуальные действия совершались в других районах области на Троицу, а в иных местах на зимние святки.
Так позволялось отмечать в течение 40 дней — до Вознесения. В старинном духовном стихе говорится: Светлое Христово Воскресение Дошло до Христова Вознесения. На Вознесение завершался период растворения границ, единения миров: божественного и человеческого, мира живых и мира умерших, грешников и праведников и Святой Пётр «замыкал врата рая».

## Пятница — прощёный день
В Белоруссии пасхальную пятницу называли Красной, Великой, «прощеньем» (бел. Чырвоная, Вялікая, Велікодная, Прашчэнне). В этот день деревенские девушки умывались на рассвете холодной водой, чтобы в течение всего года быть красивыми и здоровыми. Верили, что «калi гарох пасеяць у Вялікую П’ятніцу, та ён вельмi добрэ зародзіць». Тесть и тёща приглашали зятя и его родню на «молодое пиво».
На «прощёный день» в Тульской губернии тесть и тёща также «сзывают зятниных родных» на молодое пиво. В Костромской и Вологодской губерниях варили пиво в складчину. При сливании пива в лагуны сходились молодые и старые распивать остаток. Каждый из них, отведывая пиво, обязан был говорить: «Пиво не диво, и мёд не хвала, а всему голова, что любовь дорога».
В Боснии в этот день купались в родниковой воде.

## Суббота — хороводницы

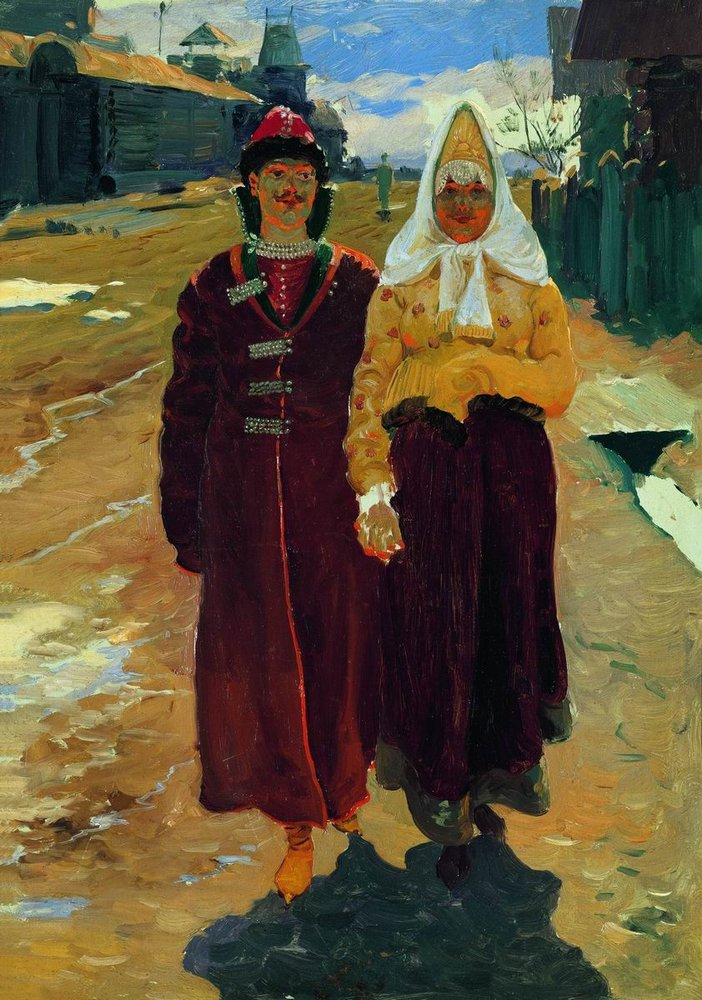
А. П. Рябушкин. В гости. 1896

В субботу в некоторых местах совершался обряд «окликание молодых», в связи с чем и суббота называлась
«вьюнишна», «окликальна».
В пасхальную субботу во Владимирской губернии существовал обычай «ублажать гордых»: в середине дня родственники молодой посещали дом новобрачных, при этом родственники молодого, если молодуха была «подходящая к дому», старались во всём им угождать и ублажать их желания. В Ярославской губернии молодые по обычаю должны были погостить этот день у родителей молодухи. После посещения их дома «окликальщиками» (см. Вьюнишник) молодые выезжали в гости вместе с родителями и ближней роднёй молодого. В доме тестя для них готовили угощение, а само застолье называлось «вьюнинами». «Вьюнины» были важным переходным моментом в жизни молодожёнов, они символически завершали обрядность послесвадебного периода. До них молодой не покидал жены, а после — мог надолго уезжать из дома, уходить на отхожие промыслы. После празднования на молодую ложился полный груз хозяйственных обязанностей, от которых её частично освобождали в предшествующий период.
В этот день — самый разгар молодого веселья. В Черниговской губернии к этому дню приурочивался обычай изгнания или «провожания» русалок.
Сербы в Пасхальную субботу обливают водой дома, в которых живут, веря, что этим они выгоняют «нечистую силу».

## «Окликанье молодых»
В ряду весенне-летних увеселений выделяется сборище мужской молодёжи — «окликанье молодых», называвшееся также вьюнством, вьюнитством, вьюнишником, юнцом, юнинами, вьюнинами. Подробная картина его представлена в описании, относящемся к Гороховецкому уезду (Владимирская губерния). На пасхальной неделе, в субботу накануне Красной горки, до восхода солнца, в каждой деревне собирались партии парней — по 5, 10, 15 и более человек. Окликальщики одевались в праздничные рубахи, плисовые шаровары, лучшие бекеши. Окликать полагалось молодых, поженившихся после предыдущей Пасхи. Начинали со своей деревни, а потом переходили в другие, не пропуская ни одной молодой четы. Под окнами молодых окликальщики пели. Во время пения плясали. Песню пели одну и ту же, непосредственно связанную по содержанию с данным обычаем. В ней описывался самый приход окликальщиков, подчёркивалось множество их: «сила — армия валит». После каждого двустишья, в качестве припева, дружный мужской хор (нередко очень многочисленный) «окликал» в предрассветной тишине: «Вьюнец молодой, вьюница молодая!» — обращение к молодожёнам. Песня рассказывала о вьюнцовском дворе, который стоит «на семи верстах», «на чугунных столбах, на медных цепях, на серебряных крючках», окружённый белокаменной оградой с железным тыном, «где на каждой на тычининке по маковке цветёт», а «на каждой-то на маковке соловушко поёт», о молодой жене («новы сенечки смела, звончаты гусли нашла, под полою пронесла, свому мужу отдала»), о вьюнце-молодце, который тешит молодую жену игрой на гуслях. Он утешает её, плачущую, ещё и тем, что сегодня приедут её родственники: «Придёт батюшка и со матушкою, придёт дядюшка и со тётушкою, придёт милый брат со невестушкою, придёт милый зять со милой сестрой, придёт дедушка и со бабушкою».
Эта часть песни отражала реальный обычай: посещение родственниками молодой новобрачных в субботу на пасхальной неделе, в середине дня, после прихода окликальщиков. Местный житель подчеркнул в описании ярко выраженную здесь тенденцию «ублажать гордых», то есть родственников жены, после свадьбы. «Особенно если снова попадётся подходящая к дому, муж и свёкор, чтобы удобнее приспособить её к себе — к своему семейству, делают для неё и для родных её все, что только может ей понравиться». Приём родных в субботу пасхальной недели стоит в ряду целой системы взаимных посещений и угощений породнившихся семейств в течение первого после свадьбы года.
Мотив утешения молодой предстоящим приездом её родственников сменялся в песне окликальщиков советом или скорее назиданием отвыкать от своей прежней семьи и привыкать к новой. Следовал подробный перечень дел, которыми можно угодить свёкру, свекрови, деверям, золовкам и мужу. Здесь же звучала тема привыкания ко всей родне и, шире, — «ко моей стороне». Эта часть была центральной, главной в хоре окликал и выражала основное содержание обычая — приобщение молодой к новой жизни. За нею следовал весёлый перечень того, чем следует оделять пришедших с окликанием (их самих в песне тоже называли вьюнцами-молодцами), и заканчивалось всё выражением уважения молодожёнам.
«Окликанные молодые» выносили окликальщикам угощенье. По данному описанию, это пироги, пряники, орехи, брага или водка. Зажиточные добавляли к угощенью деньги. Собранное во время окликанья угощенье выставлялось на вечерней пирушке молодёжи.
В Махловской волости Юрьевского уезда наряду с мужскими вьюнишниками бывало окликание молодых женским хором — «бабий вьюнец».
В некоторых местах молодожёнов приветствовали в течение дня две, три или более групп окликал, распределявшихся по половозрастному принципу и выходивших в определённой последовательности. Рано утром — дети, с 12 часов — взрослые мужчины в сопровождении нарядных девушек и женщин в качестве зрителей (Рожновская волость Семёновского уезда). Утром и в полдень — мальчики и девочки 10—15 лет, в 5—6 часов вечера — женская партия, ещё позже — мужская (Юрьевецкий уезд Костромской губернии). Возможно, было и исполнение вьюнишника всей деревней во главе со стариками. Оно бытовало наряду с чисто мужским молодёжным окликанием. Обходы дворов молодёжью, построенные по типу колядования, бывали на Масленицу, Пасху, Егорьев день, Семик. Местами отмечены также обходы дворов в середине Великого поста — в крестопоклонную среду и накануне Вербного воскресенья.
В Галиции (Яворовщина) ещё в конце XIX века в понедельник под окнами молодых, поженившихся за прошедший год и не имевших детей, парни под сопровождение музыкальных инструментов пели вьюницкие песни «рындзивки». На второй или третий день компания ребят обходила поздно ночью с музыкой местных молодиц, которые вышли замуж после Рождества и пели:

Гречная панна, красна Ганунейка,

Не сама з собою, з вітцем, з матінкою.

Тобі, Ганунейко, риндзівка,

А нам писанок кобівка.

Тобі, Ганунейко, виградзанє,

А нам писанок ціле дзбане.

Тобі, Ганунейко, красная піснь.

А нам писанок сорок і шість,

Й в коморі на кілочку

Висять писанки в ріжочку:

Нема кому встати, писанок дати

После окончанию песни молодица выносила несколько яиц-писанок и мелкие деньги. Поблагодарив за подарки, ватага шла до следующих молодожёнов.

## «Улица»

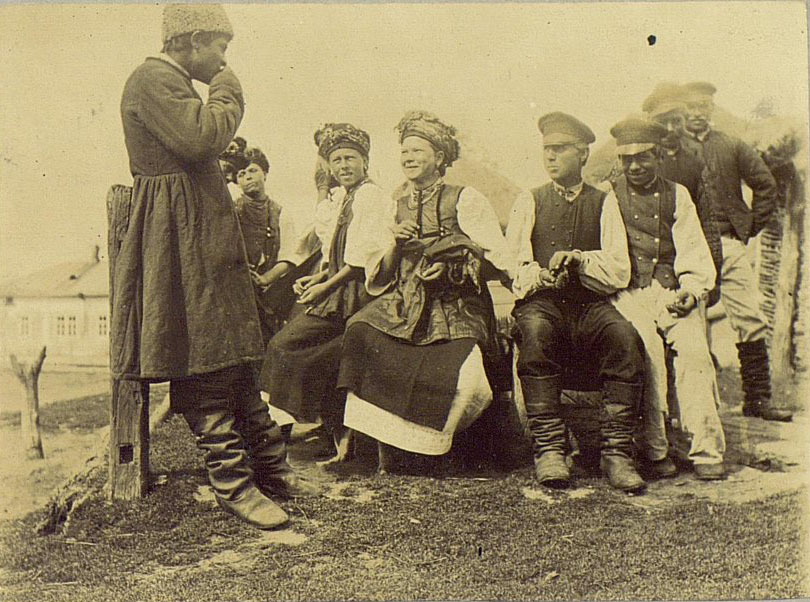
«Улица» на Полтавщине. 1894

С Пасхальной недели начинались весенне-летние гулянья парней и девушек. Одним из самых распространённых развлечений молодёжи на юге России и Украине были: «улица», «пята́к» (укр. вулиці, колодки, пляс, данцище) — вечеринки парней и девушек под открытым небом. «Улица», как правило, собиралась в условном, заранее установленном месте: на площади посредине села, за околицей, на зелёном лугу возле реки — в зависимости от местности.
У украинцев начиналась «улица» со вторника Светлой недели и гулялась всё лето — до Семёна-летопроводца (1 [14] сентября). До начала полевых работ молодёжь собиралась ежевечерне, а когда начиналась работа в поле, то только в воскресенье и праздничные дни. Обычно «улица» проходила весело и живо: с музыкой, танцами, песнями, заигрываниями. Самым уважаемым на «улице» был гармонист. Кроме песен, танцев и хороводов во время «улицы» проводились ещё и другие весёлые забавы, которых много знала молодёжь. Там разучивались песни и танцы, жила народная традиция, развивались лучшие товарищеские качества и зарождалась настоящая чистая любовь.

## Поминки и сватовство
Характерной чертой народной обрядности Пасхальной недели в некоторых местах было поминание усопших предков. Поминание предков не согласовывалось с практикой церковных поминовений, которые на Пасхальной неделе не проводились, так как противоречили духу праздника — радости по случаю Воскресения из мёртвых Иисуса Христа. Однако, согласно народным представлениям, в Пасхальную неделю души усопших временно возвращаются на землю, чтобы вместе с живыми порадоваться празднику. Поминальными днями этой недели были день Пасхи и Пасхальный четверг. В эти дни полагалось навещать усопших родственников на кладбище, христосоваться с ними и приглашать их к праздничному застолью. В эти дни крестьяне оставляли для них незапертыми двери домов; вывешивали на окна полотенца, чтобы души умерших могли на них отдыхать; старались ничего не шить, чтобы не зашить им глаза; не стирали, чтобы не замутить воду перед умершими; не причитали и не плакали на кладбище, чтобы не мешать покойникам радоваться Воскресению Иисуса Христа и тем самым не разрушить их надежду на собственное воскресение. Землю усопшие покидали, по распространённым представлениям, в Фомино воскресенье или на Радуницу. По другим представлениям, души умерших естественной смертью возносились на Вознесение, когда «отверзаются двери райские, разрешаются узы адские».
Во время Пасхальной недели во многих областях устраивались смотры молодожёнов, проводились обряды, закреплявшие их новый социальный статус.
В Пасхальную неделю, которая считалась началом возрождения, обновления жизни, проводилось много обрядовых действий, связанных с заключением браков. Их инициаторами и главными участниками были холостая молодёжь и молодожёны. Пасхальная неделя была также временем, когда в русских деревнях проходили смотры невест.
В Пасхальную неделю девушки совершали различные магические действия, направленные на приближение сватовства и замужества. Так, мечтая поскорее выйти замуж, девушка должна была в день Пасхи первой попасть на колокольню и первой ударить в колокол.
Через неделю после Пасхи — с Красной горки и Радоницы, начинали играть весенние свадьбы.

## Поговорки и приметы
- Каково Благовещенье, такова и Светлая неделя (Пасха)[57].
- Суббота на святой — юнец (местный обычай Нижегородской губернии)[58].